# Френк Капра
Френк Ра́ссел Ка́пра (англ. Frank Russell Capra; *18 травня 1897 — †3 вересня 1991) — американський кінорежисер і продюсер італійського походження, лауреат премії «Оскар» (1935, 1937, дві премії в 1939).

## Біографія
Франческо Росаріо Капра народився на Сицилії. Багатодітна сім'я переїхала в США в 1903 році й оселилася в Лос-Анджелесі, разом зі старшим братом Френка, Бенедетто, який емігрував раніше. У 1918 році Френк Капра закінчив престижний Інститут Трупа (майбутній Каліфорнійський технологічний інститут) з дипломом інженера-хіміка, в тому ж році завербувався в армію США, перехворів іспанкою, вижив і був комісований за хворобою. З 1920 року — громадянин США, офіційне ім'я — Френк Рассел Капра.
З 1926 року — режисер німих комедійних короткометражок в співавторстві зі сценаристом Робертом Ріскіном (партнерство продовжувалося до 1940 року, коли Ріскіна змінив Сідні Бакман. У 1933 році розпочав знімання фільму «Це сталося якось вночі», що приніс славу і перший «Оскар». Провідні артисти Роберт Монтгомері, Мирна Лой і інші відкинули пропозиції про знімання під приводом слабкого, на їх думку, сценарію; інші — через зобов'язання перед своїми студіями, треті — через те, що головна героїня по ходу фільму носить всього два костюми. В результаті, партнеркою до Кларка Ґейбла довелося узяти маловідому Клодет Кольбер, яка у результаті отримала «Оскара» за найкращу жіночу роль. Всього ж фільм отримав п'ять «Оскарів», у всіх провідних номінаціях. За цим слідувала черга успішних передвоєнних фільмів — «Містер Сміт вирушає до Вашингтона», «Зустрічайте невідомого» та «Містер Дідс переїжджає до міста», «З собою не забрати», які отримали «Оскарів». У Капри знімалися (і багато в чому зобов'язані йому успіхом) такі зірки, як Барбара Стенвік, Гері Купер, Кері Ґрант.
У 1937 році Капра знімає фантастичну казку «Втрачений горизонт». Спочатку Капра планував знімати її в кольорі, але оскільки ключові для фільму сцени лавини в Гімалаях були доступні лише в чорно-білій хроніці, то і фільм був знятий чорно-білим. Бюджет фільму перевищив первинний кошторис в півтора мільйона доларів майже удвічі. Перша авторська версія фільму тривала шість годин; для першого перегляду Капра урізував її до трьох з половиною — і фільм провалився на пробних переглядах. Режисер знищив фільм. У прокат пішла укорочена версія; опісля декілька років, цензори ще раз вкоротили фільм, вирізавши 22 хвилини «прокомуністичних» сцен з життя міфічного Шангрі-Ла. Архівні копії з часом зіпсувалися, тому в сучасних реставрованих виданнях фільму багато сцен замінено нерухомими кадрами.
У роки Другої Світової війни Френк Капра працював на пропаганду США, випустивши вісім документальних військових фільмів. 1944 року він повертається до комедії, знявши «Миш'як і старі мережива» з Кері Грантом. У 1946 році знімає свій найвідоміший фільм «Це дивовижне життя» (який в гонці за «Оскаром» поступився «Найкращим рокам нашого життя»). Режисер продовжував знімати до 1961 року; його плани знімати наукову фантастику в шістдесяті роки не реалізувалися.
Френк Капра був одружений двічі, мав трьох дітей. Попри те, що його фільми тридцятих років несуть демократичний заряд Рузвельтівського «нового курсу», у приватному житті він був консерватором. 1971 року Капра опублікував автобіографію, яку дослідники вважають, як мінімум, не цілком правдивою. Свій маєток в Каліфорнії він заповідав своїй альма-матер, Каліфорнійському технологічному інституту.

## Фільмографія
- 1926 — Силач / The Strong Man
- 1927 — Довгі штани / Long Pants
- 1927 — Заради Майка / For the Love of Mike (втрачений)
- The Power of the Press (1928)
- Say It with Sables (1928)
- So This Is Love (1928)
- Submarine (1928)
- The Way of the Strong (1928)
- That Certain Thing (1928)
- The Matinee Idol (1928)
- Flight (1929)
- The Donovan Affair (1929)
- The Younger Generation (1929)
- Rain or Shine (1930)
- Ladies of Leisure (1930)
- Dirigible (1931)
- 1931 — Чудова дівчина / The Miracle Woman
- 1931 — Платинова блондинка
- Forbidden (1932)
- 1932 — Американське божевілля / American Madness
- Гіркий чай генерала Йєна (1932)
- Lady for a Day (1933)
- 1934 — Це сталося якось вночі / It Happened One Night
- Broadway Bill (1934)
- 1936 — Містер Дідс переїжджає до міста / Mr. Deeds Goes to Town
- 1937 — Втрачений горизонт / Lost Horizon
- 1938 — З собою не забрати / You Can't Take It with You
- 1939 — Містер Сміт вирушає до Вашингтона / Mr. Smith Goes to Washington
- Познайомтеся із Джоном Доу / Meet John Doe (1941)
- Arsenic and Old Lace (1944)
- The Battle of China (1944)
- Це дивовижне життя / It's a Wonderful Life (1946)
- State of the Union (1948)
- Riding High (1950)
- Here Comes the Groom (1951)
- A Hole in the Head (1959)
- Pocketful of Miracles (1961)